# LHJMQ 2016/17
Die LHJMQ-Saison 2016/17 war die 48. Spielzeit der Ligue de hockey junior majeur du Québec. Die reguläre Saison begann am 22. September 2016 und endete am 18. März 2017, wobei die Saint John Sea Dogs die Trophée Jean Rougeau als punktbestes Team gewannen. Im Anschluss folgten die Playoffs um die Coupe du Président, die am 10. Mai 2017 ebenfalls die Saint John Sea Dogs errangen.

## Reguläre Saison

### Platzierungen
Abkürzungen: GP = Spiele, W = Siege, L = Niederlagen, OTL = Niederlage nach Overtime, SOL = Niederlage nach Shootout, GF = Erzielte Tore, GA = Gegentore, Pts = Punkte

Erläuterungen:   = Play-off-Qualifikation,  = Division-Sieger,  = Trophée-Jean-Rougeau-Gewinner
| Maritimes Division           | GP | W  | L  | OTL | SOL | GF  | GA  | Pts |
| ---------------------------- | -- | -- | -- | --- | --- | --- | --- | --- |
| Saint John Sea Dogs          | 68 | 48 | 14 | 5   | 1   | 287 | 180 | 102 |
| Charlottetown Islanders      | 68 | 46 | 18 | 4   | 0   | 303 | 214 | 96  |
| Acadie-Bathurst Titan        | 68 | 39 | 23 | 4   | 2   | 284 | 242 | 84  |
| Cape Breton Screaming Eagles | 68 | 39 | 25 | 2   | 2   | 270 | 230 | 82  |
| Halifax Mooseheads           | 68 | 27 | 35 | 3   | 3   | 229 | 259 | 60  |
| Moncton Wildcats             | 68 | 14 | 51 | 2   | 1   | 170 | 356 | 31  |

| East Division         | GP | W  | L  | OTL | SOL | GF  | GA  | Pts |
| --------------------- | -- | -- | -- | --- | --- | --- | --- | --- |
| Shawinigan Cataractes | 68 | 42 | 20 | 4   | 2   | 258 | 184 | 90  |
| Chicoutimi Saguenéens | 68 | 38 | 25 | 3   | 2   | 206 | 205 | 81  |
| Victoriaville Tigres  | 68 | 35 | 25 | 6   | 2   | 230 | 231 | 78  |
| Québec Remparts       | 68 | 31 | 30 | 4   | 3   | 187 | 237 | 69  |
| Baie-Comeau Drakkar   | 68 | 26 | 32 | 6   | 4   | 203 | 230 | 62  |
| Rimouski Océanic      | 68 | 26 | 35 | 6   | 1   | 229 | 255 | 59  |

| West Division                | GP | W  | L  | OTL | SOL | GF  | GA  | Pts |
| ---------------------------- | -- | -- | -- | --- | --- | --- | --- | --- |
| Rouyn-Noranda Huskies        | 68 | 43 | 18 | 2   | 5   | 272 | 181 | 93  |
| Blainville-Boisbriand Armada | 68 | 43 | 19 | 4   | 2   | 224 | 171 | 92  |
| Gatineau Olympiques          | 68 | 33 | 31 | 4   | 0   | 234 | 253 | 70  |
| Drummondville Voltigeurs     | 68 | 28 | 34 | 1   | 5   | 214 | 263 | 62  |
| Val-d’Or Foreurs             | 68 | 28 | 35 | 3   | 2   | 210 | 265 | 61  |
| Sherbrooke Phoenix           | 68 | 26 | 38 | 1   | 3   | 214 | 268 | 56  |

### Beste Scorer
Abkürzungen: GP = Spiele, G = Tore, A = Assists, Pts = Punkte, +/− = Plus/Minus, PIM = Strafminuten; Fett: Bestwert
| Spieler             | Team                                     | GP | G  | A  | Pts | +/− | PIM |
| ------------------- | ---------------------------------------- | -- | -- | -- | --- | --- | --- |
| Witali Abramow      | Gatineau Olympiques                      | 66 | 46 | 58 | 104 | +13 | 76  |
| Tyler Boland        | Rimouski Océanic                         | 68 | 48 | 55 | 103 | +5  | 24  |
| François Beauchemin | Val-d’Or Foreurs Charlottetown Islanders | 69 | 45 | 52 | 97  | +45 | 76  |
| Filip Chlapík       | Charlottetown Islanders                  | 57 | 34 | 57 | 91  | +24 | 98  |
| Giovanni Fiore      | Cape Breton Screaming Eagles             | 61 | 52 | 38 | 90  | +36 | 42  |
| Christophe Boivin   | Acadie-Bathurst Titan                    | 68 | 43 | 47 | 90  | +35 | 44  |
| Alexandre Goulet    | Victoriaville Tigres                     | 68 | 39 | 50 | 89  | +17 | 58  |
| Matthew Highmore    | Saint John Sea Dogs                      | 64 | 34 | 55 | 89  | +34 | 46  |
| Maxime Fortier      | Halifax Mooseheads                       | 68 | 32 | 55 | 87  | −1  | 20  |
| Nico Hischier       | Halifax Mooseheads                       | 57 | 38 | 48 | 86  | +20 | 24  |

Die meisten Assists erzielte Samuel Girard von den Shawinigan Cataractes mit 66.

### Beste Torhüter
Die kombinierte Tabelle zeigt die jeweils drei besten Torhüter in den Kategorien Gegentorschnitt und Fangquote sowie die jeweils Führenden in den Kategorien Shutouts und Siege.
Abkürzungen: GP = Spiele, Min = Eiszeit (in Minuten), W = Siege, L = Niederlagen, OTL = Overtime/Shootout-Niederlagen, GA = Gegentore, SO = Shutouts, Sv% = gehaltene Schüsse (in %), GAA = Gegentorschnitt; Fett: Bestwert; Sortiert nach Gegentorschnitt.
Erfasst werden nur Torhüter mit 1632 absolvierten Spielminuten.
| Spieler           | Team                         | GP | Min     | W  | L  | OTL | GA  | SO | Sv%  | GAA  |
| ----------------- | ---------------------------- | -- | ------- | -- | -- | --- | --- | -- | ---- | ---- |
| Francis Leclerk   | Blainville-Boisbriand Armada | 30 | 1663:59 | 15 | 8  | 4   | 64  | 4  | 90,8 | 2,31 |
| Sam Montembeault  | Blainville-Boisbriand Armada | 41 | 2226:00 | 28 | 9  | 1   | 89  | 6  | 90,7 | 2,40 |
| Michail Denissow  | Shawinigan Cataractes        | 52 | 3009:36 | 31 | 18 | 2   | 123 | 4  | 90,9 | 2,45 |
| Callum Booth      | Saint John Sea Dogs          | 47 | 2668:33 | 31 | 12 | 3   | 115 | 4  | 91,1 | 2,59 |
| Étienne Montpetit | Val-d’Or Foreurs             | 40 | 2257:59 | 18 | 17 | 3   | 118 | 0  | 90,9 | 3,14 |

## Playoffs

### Playoff-Baum
|  | 1. Runde                                                              | 1. Runde                     | 1. Runde                     |    | Viertelfinale                | Viertelfinale       | Viertelfinale |                     | Halbfinale              | Halbfinale | Halbfinale |  |  | Coupe-du-Président-Finale | Coupe-du-Président-Finale | Coupe-du-Président-Finale |
|  |                                                                       |                              |                              |    |                              |                     |               |                     |                         |            |            |  |  |                           |                           |                           |
|  | 1                                                                     | Saint John Sea Dogs          | 4                            |    | 1                            | Saint John Sea Dogs | 4             |                     |                         |            |            |  |  |                           |                           |                           |
|  | 16                                                                    | Rimouski Océanic             | 0                            | 14 | Val-d’Or Foreurs             | 0                   |               |                     |                         |            |            |  |  |                           |                           |                           |
|  |                                                                       |                              |                              |    |                              |                     |               |                     |                         |            |            |  |  |                           |                           |                           |
|  | 2                                                                     | Rouyn-Noranda Huskies        | 4                            |    |                              |                     |               |                     |                         |            |            |  |  |                           |                           |                           |
|  | 15                                                                    | Halifax Mooseheads           | 2                            |    |                              |                     |               |                     |                         |            |            |  |  |                           |                           |                           |
|  | 15                                                                    | Halifax Mooseheads           | 2                            | 1  | Saint John Sea Dogs          | 4                   |               |                     |                         |            |            |  |  |                           |                           |                           |
|  |                                                                       |                              |                              | 1  | Saint John Sea Dogs          | 4                   |               |                     |                         |            |            |  |  |                           |                           |                           |
|  | 8                                                                     | Chicoutimi Saguenéens        | 2                            |    |                              |                     |               |                     |                         |            |            |  |  |                           |                           |                           |
|  | 8                                                                     | Chicoutimi Saguenéens        | 2                            | 3  | Shawinigan Cataractes        | 2                   |               |                     |                         |            |            |  |  |                           |                           |                           |
|  |                                                                       |                              |                              | 3  | Shawinigan Cataractes        | 2                   |               |                     |                         |            |            |  |  |                           |                           |                           |
|  | 14                                                                    | Val-d’Or Foreurs             | 4                            |    |                              |                     |               |                     |                         |            |            |  |  |                           |                           |                           |
|  |                                                                       |                              |                              |    |                              |                     |               |                     |                         |            |            |  |  |                           |                           |                           |
|  | 4                                                                     | Charlottetown Islanders      | 4                            | 2  | Rouyn-Noranda Huskies        | 3                   |               |                     |                         |            |            |  |  |                           |                           |                           |
|  | 13                                                                    | Baie-Comeau Drakkar          | 0                            | 8  | Chicoutimi Saguenéens        | 4                   |               |                     |                         |            |            |  |  |                           |                           |                           |
|  | 13                                                                    | Baie-Comeau Drakkar          | 0                            | 8  | Chicoutimi Saguenéens        | 4                   | 1             | Saint John Sea Dogs | 4                       |            |            |  |  |                           |                           |                           |
|  | (Die Teams werden nach der ersten und der zweiten Runde neu gesetzt.) |                              |                              |    |                              |                     | 1             | Saint John Sea Dogs | 4                       |            |            |  |  |                           |                           |                           |
|  |                                                                       | 5                            | Blainville-Boisbriand Armada | 0  |                              |                     |               |                     |                         |            |            |  |  |                           |                           |                           |
|  | 5                                                                     | 5                            | Blainville-Boisbriand Armada | 0  | Blainville-Boisbriand Armada | 4                   |               | 4                   | Charlottetown Islanders | 4          |            |  |  |                           |                           |                           |
|  | 5                                                                     |                              |                              |    | Blainville-Boisbriand Armada | 4                   |               | 4                   | Charlottetown Islanders | 4          |            |  |  |                           |                           |                           |
|  | 12                                                                    | Drummondville Voltigeurs     | 0                            | 7  | Cape Breton Screaming Eagles | 0                   |               |                     |                         |            |            |  |  |                           |                           |                           |
|  |                                                                       |                              |                              |    |                              |                     |               |                     |                         |            |            |  |  |                           |                           |                           |
|  | 6                                                                     | Acadie-Bathurst Titan        | 4                            |    |                              |                     |               |                     |                         |            |            |  |  |                           |                           |                           |
|  | 11                                                                    | Québec Remparts              | 0                            |    |                              |                     |               |                     |                         |            |            |  |  |                           |                           |                           |
|  | 11                                                                    | Québec Remparts              | 0                            | 4  | Charlottetown Islanders      | 1                   |               |                     |                         |            |            |  |  |                           |                           |                           |
|  |                                                                       |                              |                              | 4  | Charlottetown Islanders      | 1                   |               |                     |                         |            |            |  |  |                           |                           |                           |
|  | 5                                                                     | Blainville-Boisbriand Armada | 4                            |    |                              |                     |               |                     |                         |            |            |  |  |                           |                           |                           |
|  | 5                                                                     | Blainville-Boisbriand Armada | 4                            | 7  | Cape Breton Screaming Eagles | 4                   |               |                     |                         |            |            |  |  |                           |                           |                           |
|  |                                                                       |                              |                              | 7  | Cape Breton Screaming Eagles | 4                   |               |                     |                         |            |            |  |  |                           |                           |                           |
|  | 10                                                                    | Gatineau Olympiques          | 3                            |    |                              |                     |               |                     |                         |            |            |  |  |                           |                           |                           |
|  |                                                                       |                              |                              |    |                              |                     |               |                     |                         |            |            |  |  |                           |                           |                           |
|  | 8                                                                     | Chicoutimi Saguenéens        | 4                            | 5  | Blainville-Boisbriand Armada | 4                   |               |                     |                         |            |            |  |  |                           |                           |                           |
|  | 9                                                                     | Victoriaville Tigres         | 0                            | 6  | Acadie-Bathurst Titan        | 3                   |               |                     |                         |            |            |  |  |                           |                           |                           |

### Coupe-du-Président-Sieger
| Coupe-du-Président-Sieger Saint John Sea Dogs | Torhüter: Callum Booth, Alex D’Orio Verteidiger: Alexandre Bernier, Simon Bourque, Thomas Chabot, David Comeau, Chase Stewart, Bailey Webster, Jakub Zbořil Angreifer: Samuel Dove-McFalls, Julien Gauthier, Matthew Green, Matthew Highmore, Bokondji Imama, Mathieu Joseph, Samuel Leblanc, Nathan Noel, Cédric Paré, Cole Reginato, Spencer Smallman, Joe Veleno, Kyle Ward Cheftrainer: Danny Flynn |

### Beste Scorer
Abkürzungen: GP = Spiele, G = Tore, A = Assists, Pts = Punkte, +/− = Plus/Minus, PIM = Strafminuten; Fett: Bestwert
| Spieler                 | Team                         | GP | G  | A  | Pts | +/− | PIM |
| ----------------------- | ---------------------------- | -- | -- | -- | --- | --- | --- |
| Mathieu Joseph          | Saint John Sea Dogs          | 18 | 13 | 19 | 32  | +20 | 14  |
| Alex Barré-Boulet       | Blainville-Boisbriand Armada | 20 | 14 | 17 | 31  | +4  | 10  |
| Matthew Highmore        | Saint John Sea Dogs          | 18 | 6  | 18 | 24  | +18 | 14  |
| Thomas Chabot           | Saint John Sea Dogs          | 18 | 5  | 18 | 23  | +29 | 12  |
| Spencer Smallman        | Saint John Sea Dogs          | 18 | 11 | 11 | 22  | +18 | 2   |
| Pierre-Luc Dubois       | Blainville-Boisbriand Armada | 19 | 9  | 13 | 22  | +1  | 26  |
| Nicolas Roy             | Chicoutimi Saguenéens        | 17 | 8  | 13 | 21  | −4  | 14  |
| Dmitri Schukenow        | Chicoutimi Saguenéens        | 17 | 6  | 15 | 21  | ±0  | 14  |
| Daniel Sprong           | Charlottetown Islanders      | 12 | 9  | 11 | 20  | +3  | 17  |
| Jean-Christophe Beaudin | Rouyn-Noranda Huskies        | 13 | 8  | 12 | 20  | −2  | 2   |

### Beste Torhüter
Die kombinierte Tabelle zeigt die jeweils drei besten Torhüter in den Kategorien Gegentorschnitt und Fangquote sowie die jeweils Führenden in den Kategorien Shutouts und Siege.
Abkürzungen: GP = Spiele, Min = Eiszeit (in Minuten), W = Siege, L = Niederlagen, OTL = Overtime/Shootout-Niederlagen, GA = Gegentore, SO = Shutouts, Sv% = gehaltene Schüsse (in %), GAA = Gegentorschnitt; Fett: Bestwert; Sortiert nach Gegentorschnitt.
Erfasst werden nur Torhüter mit 243 absolvierten Spielminuten.
| Spieler           | Team                         | GP | Min     | W  | L | OTL | GA | SO | Sv%  | GAA  |
| ----------------- | ---------------------------- | -- | ------- | -- | - | --- | -- | -- | ---- | ---- |
| Callum Booth      | Saint John Sea Dogs          | 18 | 1115:10 | 16 | 1 | 1   | 31 | 4  | 92,3 | 1,67 |
| Sam Montembeault  | Blainville-Boisbriand Armada | 18 | 1070:07 | 12 | 6 | 0   | 42 | 0  | 91,0 | 2,35 |
| Mark Grametbauer  | Charlottetown Islanders      | 12 | 702:14  | 9  | 3 | 0   | 30 | 1  | 91,3 | 2,56 |
| Alexis Gravel     | Halifax Mooseheads           | 6  | 410:17  | 2  | 2 | 2   | 20 | 0  | 92,4 | 2,92 |
| Étienne Montpetit | Val-d’Or Foreurs             | 10 | 606:48  | 4  | 5 | 1   | 32 | 0  | 92,8 | 3,16 |

## Auszeichnungen

### All-Star-Teams
| First All-Star-Team |                                               |
| Angriff:            | Giovanni Fiore – Nicolas Roy – Witali Abramow |
| Verteidigung:       | Thomas Chabot – Samuel Girard                 |
| Tor:                | Michail Denissow                              |

| Second All-Star-Team |                                                    |
| Angriff:             | Christophe Boivin – Filip Chlapík – Mathieu Joseph |
| Verteidigung:        | Guillaume Brisebois – Simon Bourque                |
| Tor:                 | Sam Montembeault                                   |

### All-Rookie-Team
| All-Rookie-Team |                                                       |
| Angriff:        | Anderson Macdonald – Nico Hischier – Iwan Kossorenkow |
| Verteidigung:   | Xavier Bouchard – Jared McIsaac                       |
| Tor:            | Alexis Gravel                                         |

### Vergebene Trophäen
| Auszeichnung              | Auszeichnung           | Team                         |
| ------------------------- | ---------------------- | ---------------------------- |
| Coupe du Président        | Coupe du Président     | Saint John Sea Dogs          |
| Trophée Jean Rougeau      | Trophée Jean Rougeau   | Saint John Sea Dogs          |
| Trophée Luc Robitaille    | Trophée Luc Robitaille | Charlottetown Islanders      |
| Trophée Robert LeBel      | Trophée Robert LeBel   | Blainville-Boisbriand Armada |
| Auszeichnung              | Spieler                | Team                         |
| Trophée Michel Brière     | Witali Abramow         | Gatineau Olympiques          |
| Trophée Jean Béliveau     | Witali Abramow         | Gatineau Olympiques          |
| Trophée Guy Lafleur       | Thomas Chabot          | Saint John Sea Dogs          |
| Trophée Jacques Plante    | Francis Leclerk        | Blainville-Boisbriand Armada |
| Trophée Guy Carbonneau    | Nicolas Roy            | Chicoutimi Saguenéens        |
| Trophée Émile Bouchard    | Thomas Chabot          | Saint John Sea Dogs          |
| Trophée Kevin Lowe        | Zachary Lauzon         | Rouyn-Noranda Huskies        |
| Trophée Michael Bossy     | Nico Hischier          | Halifax Mooseheads           |
| Coupe RDS                 | Nico Hischier          | Halifax Mooseheads           |
| Trophée Michel Bergeron   | Nico Hischier          | Halifax Mooseheads           |
| Trophée Raymond Lagacé    | Jared McIsaac          | Halifax Mooseheads           |
| Trophée Frank J. Selke    | Hugo Roy               | Sherbrooke Phoenix           |
| Plaque joueur humanitaire | Samuel Laberge         | Rimouski Océanic             |
| Trophée Marcel Robert     | Antoine Samuel         | Baie-Comeau Drakkar          |
| Trophée Paul Dumont       | Thomas Chabot          | Saint John Sea Dogs          |
| Trophée Ron Lapointe      | Danny Flynn            | Saint John Sea Dogs          |
| Trophée Maurice Filion    | Joël Bouchard          | Blainville-Boisbriand Armada |
| Trophée John Horman       | Serge Proulx           | Chicoutimi Saguenéens        |
| Trophée Jean Sawyer       | Marketing-Abteilung    | Saint John Sea Dogs          |